# No More Shall We Part
Albums de 
Nick Cave and the Bad Seeds
The Best of Nick Cave and the Bad Seeds
(1998) Nocturama
(2003)
No More Shall We Part est le onzième album studio de Nick Cave and the Bad Seeds, paru le 2 avril 2001, quatre ans après The Boatman's Call, qui avait été particulièrement encensé par la critique. Avant de commencer à travailler sur cet album, Nick Cave s'était éclipsé quelque temps de la scène publique afin de régler ses problèmes de dépendance à l'héroïne et à l'alcool, entre 1999 et 2000.
Pour No More Shall We Part, les critiques ont été positives pour la plupart, l'album étant souvent qualifié de « beau ». Néanmoins, il a déplu à certains, qui ont déploré ce qu'ils considèrent comme de la lenteur et un manque d'intensité par rapport aux albums précédents.
On considère souvent que, dans son ensemble, cet album traite du thème du voyeurisme, le monde étant observé d'un point de vue extérieur. Ainsi, dans le morceau As I Sat Sadly by Her Side, on entend : « And she drew the curtains down/ And said When will you ever learn/ That what happens there beyond the glass/ Is simply none of your concern? » (Elle baissa le rideau/ Et dit Quand apprendras-tu enfin/ Que ce qui se passe là-bas derrière la vitre/ Ne te regarde en rien ?)
No More Shall We Part est un album exemplaire de la virtuosité du groupe, avec le recours à des instruments sophistiqués et des orchestrations émouvantes sur quasiment tous les morceaux, le tout étant épaulé par un Nick Cave plus lyrique que jamais dans sa manière de chanter. Même si certains ont trouvé que la sophistication de cet album confinait à l'ennui, il est toutefois généralement considéré comme un jalon positif dans la discographie de Nick Cave and the Bad Seeds.

## Titres
Toutes les chansons sont écrites et composées par Nick Cave, sauf indication contraire.
| No  | Titre                           | Auteur                   | Durée |
| --- | ------------------------------- | ------------------------ | ----- |
| 1.  | As I Sat Sadly by Her Side      |                          | 6:15  |
| 2.  | And No More Shall We Part       |                          | 4:00  |
| 3.  | Hallelujah                      | Nick Cave, Warren Ellis  | 7:48  |
| 4.  | Love Letter                     |                          | 4:08  |
| 5.  | Fifteen Feet of Pure White Snow |                          | 5:36  |
| 6.  | God Is in the House             |                          | 5:44  |
| 7.  | Oh My Lord                      |                          | 7:30  |
| 8.  | Sweetheart Come                 | Nick Cave, Barry Adamson | 4:58  |
| 9.  | The Sorrowful Wife              |                          | 5:18  |
| 10. | We Came Along This Road         |                          | 6:08  |
| 11. | Gates to the Garden             |                          | 4:09  |
| 12. | Darker with the Day             | Nick Cave, Warren Ellis  | 6:07  |

## Formation
- Nick Cave - chant, piano
- Mick Harvey - guitare, batterie
- Blixa Bargeld - guitare
- Warren Ellis - violon
- Martyn P. Casey - basse
- Thomas Wydler - batterie
- Conway Savage - orgue

### Guests
- Jim Sclavunos - drums, percussions
- Kate et Anna McGarrigle - chœurs